# Moskvakonservatoriet

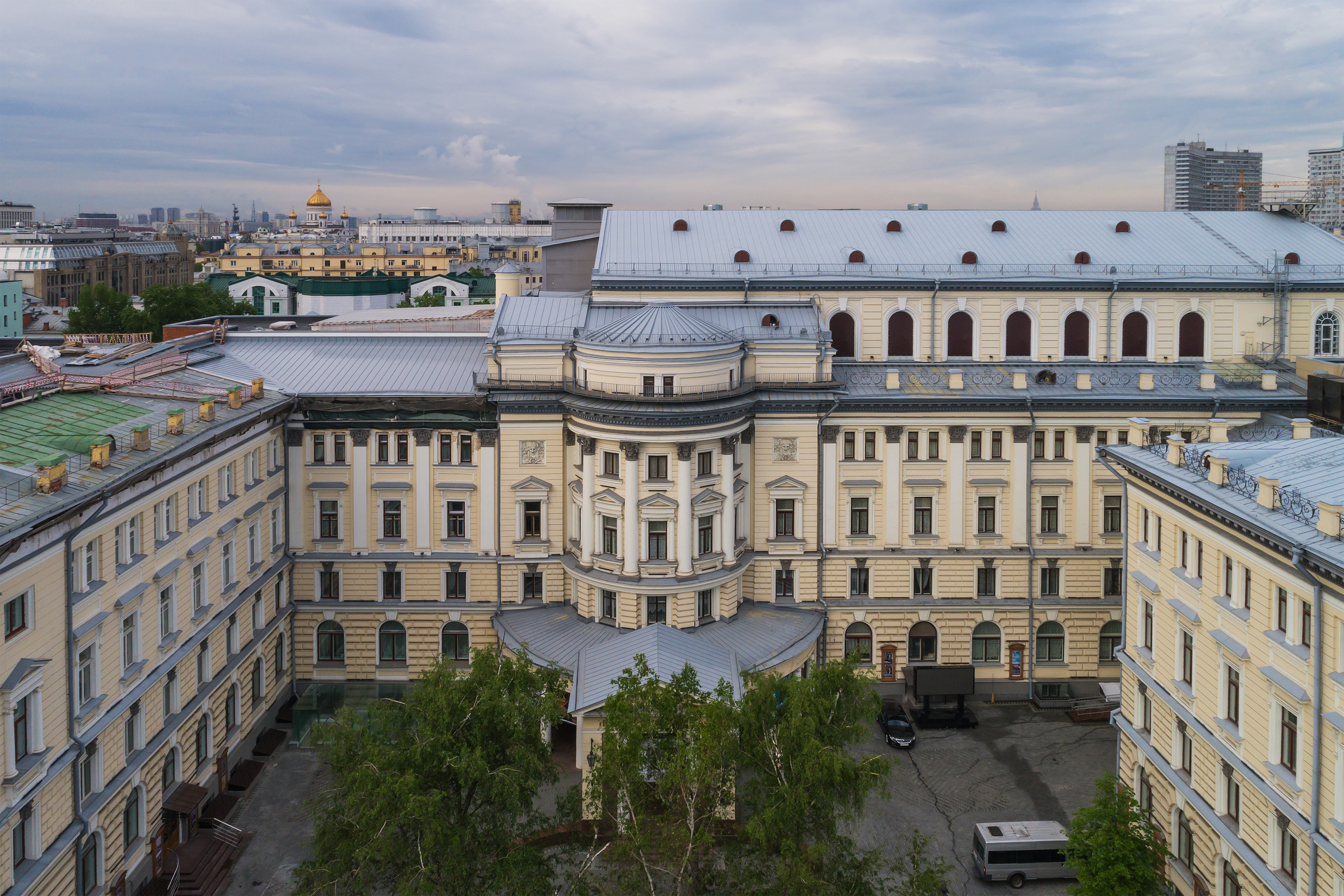
Konservatoriebyggnaden

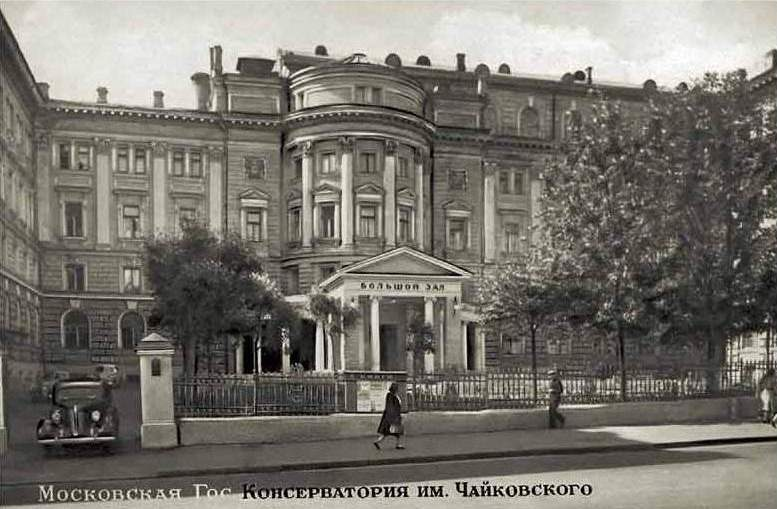
Konservatoriebyggnaden

Moskvakonservatoriet (Московская государственная консерватория имени П. И. Чайковского) är en berömd musikhögskola i Ryssland.
Högskolan grundades 1866 av Nikolaj Rubinstein (bror till Anton Rubinstein, som grundat Sankt Petersburgskonservatoriet 1862) och Nikolaj Trubetskoj.
Vid invigningen blev Pjotr Tjajkovskij utnämnd till professor i musikteori och harmonilära, en post som han upprätthöll till ca 1878. Sedan 1940 bär konservatoriet Tjajkovskijs namn.

## Rektorer
- Nikolaj Rubinstein 1866–1881
- Nikolaj Gubert 1881–1883
- Кarl Albrecht 1883–1885
- Sergej Tanejev 1885–1889
- Vasilij Safonov 1889–1906
- Michail Ippolitov-Ivanov 1906–1922
- Aleksander Goldenweiser 1922–1924
- Konstantin Igumnov 1924–1929
- Boleslav Psjibysjevskij 1929–1931
- Stanislav Sjatskij 1932–1934
- Heinrich Neuhaus 1935–1937
- Valentina Sjatskaja 1937–1939
- Aleksander Goldenweiser 1939–1942
- Grigorij Stoljarov 1941–1943
- Vissarion Sjebalin 1942–1948
- Aleksander Svesjnikov 1948–1974
- Boris Kulikov 1974–1990
- Мichail Ovtjinnikov 1991–2000
- Аleksander Sokolov 2000–2004
- Vladimir Suchanov 2004–2005
- Тigran Alichanov 2005–2009
- Аleksander Sokolov 2009–

## Kända alumner
- Valery Afanassiev - pianist
- Vladimir Asjkenazi - pianist, dirigent
- Lazar Berman - pianist
- Sofija Gubajdulina - tonsättare
- Edison Denisov - tonsättare
- Andrej Gavrilov - pianist
- Emil Gilels - pianist
- Dmitrij Kabalevskij - tonsättare och pianist
- Tichon Chrennikov - tonsättare
- Leonid Kogan - violinist
- Aram Chatjaturjan - tonsättare
- Josef Lhévinne - pianist
- Viktoria Mullova - violinist
- David Ojstrach - violinist
- Svjatoslav Richter - pianist
- Mstislav Rostropovitj - cellist och dirigent
- Alfred Schnittke - tonsättare
- Valery Sigalevitch - pianist
- Rodion Sjtjedrin - tonsättare och pianist
- Jevgenij Svetlanov - dirigent, pianist, tonsättare